# イエス feat. ジョン・アンダーソン、トレヴァー・ラビン、リック・ウェイクマン
- イエス feat. ジョン・アンダーソン、トレヴァー・ラビン、リック・ウェイクマン
- イエス・フィーチャリング・アンダーソン・ラビン・ウェイクマン
- イエス・フィーチャリング・ジョン・アンダーソン、トレヴァー・ラビン、リック・ウェイクマン

イエス feat. ジョン・アンダーソン、トレヴァー・ラビン、リック・ウェイクマン（イエス フィーチャリング ジョン・アンダーソン トレヴァー・ラビン リック・ウェイクマン、Yes Featuring Jon Anderson, Travor Rabin, Rick Wakeman）、あるいはアンダーソン/ラビン/ウェイクマン（Anderson, Rabin and Wakeman、略称ARW）とは、2010年から2018年まで存在したプログレッシブ・ロック・バンド。イングランドのプログレッシブ・ロック・バンドであるイエスの元メンバーであるジョン・アンダーソン（ボーカル、アコースティック・ギター）、トレヴァー・ラビン（ギター、ボーカル）、リック・ウェイクマン（キーボード）によって結成された。

## 概要
アンダーソンら3人はいずれもイエスに10年以上在籍したが、3人が同時に在籍したのは1991年から翌92年まで行われたユニオン・ツアーの間だけだった。彼等は2011年に新曲の制作を開始し、2016年には正式にARWを結成した。同年10月、アルバム制作を後回しにしてデビュー・ツアーであるAn Evening of Yes Music and More Tourを開始し、翌2017年に至るまで世界各地でライブを行った。このツアーにはベーシストのリー・ポメロイとドラマーのルイ・モリノ IIIがサポートメンバーとして参加した。2017年4月に3人がイエスの活動によりロックの殿堂入りすると、バンド名をイエス フィーチャリング ジョン・アンダーソン トレヴァー・ラビン リック・ウェイクマンに変更した。
2018年にはイエス結成50周年を記念したツアーを行ったが、その後目立った活動はなく、2020年には解散が確認された。

## 来歴

### 結成
ジョン・アンダーソン（ボーカル）、トレヴァー・ラビン（ギター、ボーカル）、リック・ウェイクマン（キーボード）はいずれも過去イエスに在籍していた。アンダーソンはクリス・スクワイア（ベース、ボーカル）らと共に1968年にイエスを結成し、2度の脱退と再加入を経て2008年まで在籍した。ウェイクマンは1971年に加入し、4度もの脱退および再加入を経て2004年まで在籍した。ラビンは1983年から1995年まで在籍した。
3人が同時に在籍したのは1991年から翌年にかけて行われたユニオン・ツアーの期間だけだった。同ツアー終了後にアンダーソンとラビンらによって制作されたアルバム『トーク』には当初ウェイクマンの参加も予定されていたが最終的には実現しなかった。ラビンと共にイエスのスタジオ・アルバムを制作できなかったことはウェイクマンにとって心残りだった。
彼等がイエスを離れた後、3人のうちの2人が共同して様々な活動をすることがあった。3人での活動の可能性が初めて公表されたのは、2010年2月6日、ウェイクマンがパーソナリティを務めていたラジオ番組『プラネット・ロック』においてだった。彼は自分とラビン、そして名を明かすことができないイエスの元メンバー数人の間で新作アルバムを制作する話が最近持ち上がっていると明かした。その後、匿名とされていたメンバーの一人がアンダーソンであることが明らかになった。この他にビル・ブルフォード（ドラムス）が参加するとの噂もロック雑誌で報じられた。憶測が憶測を呼ぶような状況が数週間続いたあと、同年5月にブルフォードはブログで自分が2009年にドラマーとしての活動から引退したことを強調したうえで、前述のメンバーからの招待などなかったと明言して新作アルバムへの関与を真っ向から否定した。その後、3人のソロ活動やスケジュールの都合などの理由により、このプロジェクトの進展は停滞した。同年10月にラビンはこのプロジェクトは現時点では何も進捗がないとしながらも、3人はいずれもプロジェクトの進行を強く切望しているとも述べた。そして2011年、ついに制作活動が開始された。
2015年6月にスクワイアが亡くなったことをきっかけに、3人は新曲の収録や、演奏すべきと感じたイエスの曲を披露するための活動をより押し進めた。同年12月、1970年代にイエスのマネージャーを務め、最近ではウェイクマンのマネージャーを3年務めていたブライアン・レーンが3人にバンドを正式に結成するよう促した。当時ラビンは映画音楽の制作から少し離れて休息を取りたいと考えており、バンドの結成にはちょうど良い時期であると感じていた。ウェイクマンもこのプロジェクトに注力するためのスケジュール調整を済ませていた。2016年1月9日、ついにラビンは同年後半に3人でツアーを行う予定であるとフェイスブックに発表した。2日後の11日、アンダーソンはバンドの名前をアンダーソン/ラビン/ウェイクマン（Anderson, Rabin and Wakeman、略称ARW）とすることを公表した。同月後半には、レーンがARWのマネージャーになることがウェイクマンによって明らかにされた。ラビンはARWがイエスのライバルとなるべくして結成されたのではないことを強調し、自分達はイエスに対して何らネガティブな感情を持ってはいないと断言した。当時のイエスのメンバーだったジェフ・ダウンズ（キーボード）はARW結成のニュースを歓迎し、スティーヴ・ハウ（ギター、ボーカル）もARWの成功を祈った。

### ツアーと名称の変更
2016年6月になるとARWは当初の計画を変更して、アルバム制作よりも先にツアーを行うこととした。アンダーソンはこの変更の要因に、ツアーや音楽の交流にかける時間が少ないことと、アルバムを制作するにも何をどのように収録するべきかが定まっていないことを挙げた。さらに「グループを確立すること」が重要であるとも述べた。ツアーに向けた準備は2016年中頃からロサンジェルスで開始され、アンダーソンとラビンに加えてイギリス人のリー・ポメロイ（ベース）とアメリカ人のルイ・モリノIII（ドラムス）という2人のサポート・ミュージシャンが参加した。彼等はそれぞれウェイクマンとラビンのバンドのメンバーを長い間務めていた。8月上旬になるとウェイクマンも参加して、1週間のリハーサルが行われた。5人に加えて、アメリカ人マルチプレイヤーのゲイリー・キャンブラも参加予定であったが、すぐに取りやめとなった。ディレクターにはレーンの要請によりラリー・マジッドが就くことになった。マジッドは1971年に初めてイエスと仕事をして以来、メンバーとは常に良い関係を保っており。ARWに対しても好印象を抱いた。ステージの美術と照明はジョナサン・スミートンが担当することとなった。
ARWのデビュー・ツアーとなるAn Evening of Yes Music and More Tourは2016年10月から1年に渡って行われ、北アメリカ、ヨーロッパ、日本を含むアジア、中東でコンサートが開催された。『イエス・サード・アルバム』から『結晶』までのイエスの曲に加え、アンダーソン・ブルーフォード・ウェイクマン・ハウの『閃光』の収録曲まで演奏された。
2017年4月7日、イエスはロックの殿堂入りを果たした。ARWの3人も殿堂入りのメンバーに選ばれ、当時イエスに在籍していたハウ、アラン・ホワイト（ドラムス）らと共に受賞式に登場した。2日後、ARWはイエス feat. ジョン・アンダーソン・トレヴァー・ラビン・リック・ウェイクマン（Yes Featuring Jon Anderson, Travor Rabin, Rick Wakeman）と改名することを発表した。この名前は既にAn Evening of Yes Music and More Tourの欧州公演で用いられていた。
2018年7月から9月にかけて、イエス結成50周年を記念したQuintessential Yes: The 50th Anniversary Tourが行われた。当初の計画では日本を含む世界各地で100公演を行う予定であったが、ラビンはこれに反対し、そうではなくなることを示唆した。その後アンダーソン夫人とウェイクマン夫人が乳癌に罹患していることが判明し、ウェイクマン夫人の罹患はツアーの短縮をもたらした。
2018年9月7日には、2017年3月25日の公演を録音・録画したライブ・アルバム及びライブ・ビデオ、『ライブ・アット・ザ・アポロ』がイーグル・レコードより発売された。

### スタジオ・アルバムの制作中止と解散
スタジオ・アルバムの制作は2011年4月から行われていた。初期にはアンダーソンとラビンが自宅スタジオにて収録した録音ファイルをオンライン上で共有して互いの音楽的アイディアを交換していた。後にウェイクマンもこれに加わった。アンダーソンは自分達の曲を「ユニークである」と表現し、またウェイクマンも「非常に新鮮で、生命やエネルギー、メロディーに満ち溢れている」とした。この後、ラビンが映画音楽の制作に費やす時間や家族との時間を必要とし、またウェイクマンも他のプロジェクトにより多忙となったため、2012年3月頃には制作が停滞した。6ヶ月後、ウェイクマンが追加のアイディアをアンダーソンに送ったことにより制作活動が再開し、2016年6月にラビンは、「曲のアイディアの断片」が集まりつつあり、レコード会社からオファーもすでにあったが、音楽の方向性を3人で管理できるようにするために全て断ってきた、と語った。その3ヶ月後、3人はデビュー・ツアーとなるAn Evening of Yes Music and More Tourにおいて新曲を一切演奏しないことにした。これは新曲制作中にブートレグ音源がネット上に出回ることを危惧しての決定だった。アルバムは2018年末から2019年の早い時期に発表されると公表されていたが、いつになっても発表日どころかタイトルさえ発表されなかった。アンダーソンは、アルバムに長尺曲が含まれる可能性があるため、1つのアイディアとして3段階に分けてリリースするかもしれないと明かした。
2018年7月には初のオリジナル曲『Fragile』が、スティーヴ・ジョーンズがパーソナリティを務めるロサンジェルスのラジオ局KLOS-FMの番組『ジョーンジーズ・ジュークボックス』で初公開された。この曲は元々2015年にラビンが音楽制作として参加したアメリカのドラマシリーズ『Agent X』でエンディング曲として初めて用いられた曲を発展させたものだった。
2019年の3月に、アンダーソンは今後のツアー活動とアルバム制作の見込みが一切立っていないことを明らかにした。バンドのマネジメント不足や、新曲制作を発表するべきかあるいはイエスの既存の曲の演奏だけに終始するのかについて結論が出なかったことが理由だった。同年7月、ウェイクマンはバンドを2020年のツアーで再結成してから「蓋を閉める」予定であると語った。しかし新曲が公開される可能性を完全には否定せず、それは曲のクオリティに左右されるとした。そして「私達が誇りに思えるような、そしてイエスのファンが待ち望んでいたであろう音楽を最後に発表すると思いたい」と述べた。
しかし再結成は実現しなかった。2020年、ラビンはバンドが解散したと発表した。ウェイクマンは理由として、自分はイギリスに住み続けておりカリフォルニアに居住しているアンダーソンやラビンとアイディアを共有するにはオンラインでなければならないことを挙げた。同年初めにはレーンがマネージャーの職から解任され、ウェイクマンのソロ活動のマネジメントへと戻ることになった。

## 「イエス」の名称権
「イエス」という名称は、スクワイアが2015年に死去した時点において、アンダーソン、スクワイア、ハウ、ホワイトに共有されていた。スクワイアの生前にはアンダーソンとの間で、「イエス」の名称はスクワイアが所属しているグループだけが使用できる旨の紳士協定が結ばれていた。2018年にアンダーソンが明かしたところによると、スクワイアの妻であるスコットランドが、両方のグループが「イエス」という名称を使って良いのではないか、と述べた。

## ディスコグラフィ

### ライヴ・アット・ザ・アポロ
ライヴ・アット・ザ・アポロ（Live at the Apollo）は、イエス feat. ジョン・アンダーソン、トレヴァー・ラビン、リック・ウェイクマンが2022年現在唯一発表しているライブ・アルバム及び同名のライブ・ビデオである。An Evening of Yes Music and More Tour のイギリス・マンチェスター公演が収録されている。

#### 収録曲
| #  | タイトル                                                                            | 作詞 | 作曲・編曲 |
| -- | ----------------------------------------------------------------------------------- | ---- | ---------- |
| 1. | 「イントロ / シネマ / パーペチュアル・チェンジ」(Intro / Cinema / Perpetual Change) |      |            |
| 2. | 「ホールド・オン」(Hold On)                                                         |      |            |
| 3. | 「アイヴ・シーン・オール・グッド・ピープル」(I've Seen All Good People)             |      |            |
| 4. | 「リフト・ミー・アップ」(Lift Me Up)                                                |      |            |
| 5. | 「同志」(And You & I)                                                               |      |            |
| 6. | 「リズム・オブ・ラヴ」(Rhythm Of Love)                                              |      |            |
| 7. | 「燃える朝焼け」(Heart Of The Sunrise)                                              |      |            |

| #  | タイトル                                                                                          | 作詞 | 作曲・編曲 |
| -- | ------------------------------------------------------------------------------------------------- | ---- | ---------- |
| 1. | 「変革」(Changes)                                                                                 |      |            |
| 2. | 「遥かなる思い出 / ザ・フィッシュ」(Long Distance Runaround / The Fish (Schindleria Praematurus)) |      |            |
| 3. | 「アウェイクン」(Awaken)                                                                          |      |            |
| 4. | 「メイク・イット・イージー / ロンリー・ハート」(Make It Easy / Owner Of A Lonely Heart)           |      |            |
| 5. | 「ラウンドアバウト」(Roundabout)                                                                  |      |            |

## ツアー
- An Evening of Yes Music and More Tour（2016年10月 - 2017年10月）
- Quintessential Yes: The 50th Anniversary Tour（2018年6月 - 9月）

## 日本公演
- Yes featuring Jon Anderson, Trevor Rabin, Rick Wakeman —An Evening of Yes Music and More—（2017年）
  - 4月17日、18日、19日 東京・Bunkamura オーチャードホール
  - 4月21日 尼崎・あましんアルカイックホール
  - 4月22日 広島・広島クラブクワトロ
  - 4月24日 名古屋・日本特殊陶業市民会館ビレッジホール

## メンバー
- ジョン・アンダーソン - ボーカル、アコースティック・ギター、ハープ、パーカッション
- トレバー・ラビン - ギター、ボーカル、バック・ボーカル
- リック・ウェイクマン - キーボード

### サポート・メンバー
- リー・ポメロイ - ベース、ペダル・ベース、バック・ボーカル
- ルイ・モリノ III（英語版） - ドラム、パーカッション、バック・ボーカル
- イアン・ホーナル - ベース、バック・ボーカル（2017年の日本ツアーおよび2018年の欧州ツアー[64][65]）